# 舍奈
舍奈（法語：Chenay，法語發音：[ʃənɛ]）是法国德塞夫勒省的一个市镇，属于尼奥尔区。

## 地理
舍奈（46°19'29"N, 0°2'2"W）面积21.7 平方千米，位于法国新阿基坦大区德塞夫勒省，该省份为法国西部内陆省份，北起曼恩-卢瓦尔省，西接旺代省，南至夏朗德省和滨海夏朗德省，东临维埃纳省。
与舍奈接壤的市镇（或旧市镇、城区）包括：阿翁、谢镇、勒宰、塞夫雷、旺赛、圣索旺。

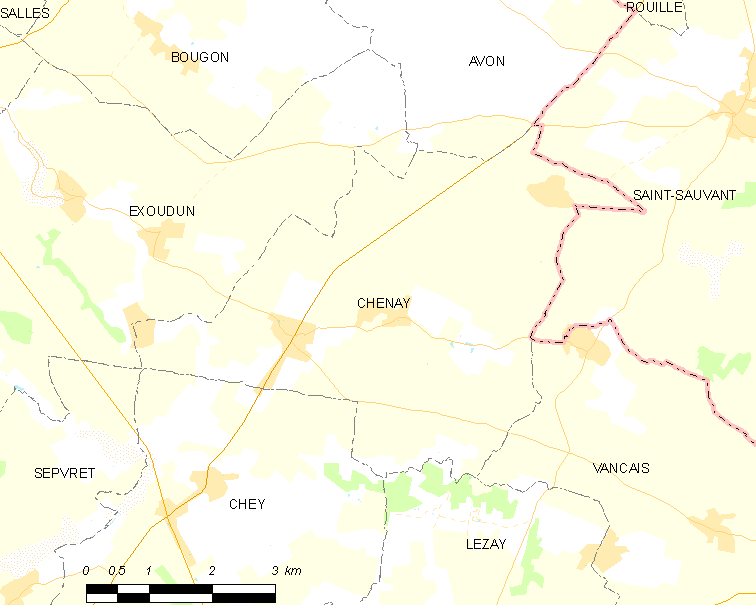
舍奈的OSM定位图

舍奈的时区为UTC+01:00、UTC+02:00（夏令时）。

## 行政
舍奈的邮政编码为79120，INSEE市镇编码为79084。

## 政治
舍奈所属的省级选区为贝勒河畔塞勒县。

## 人口

1962-2008年间舍奈人口变化图示

舍奈于2022年1月1日时的人口数量为456人。